# Snevringe härad

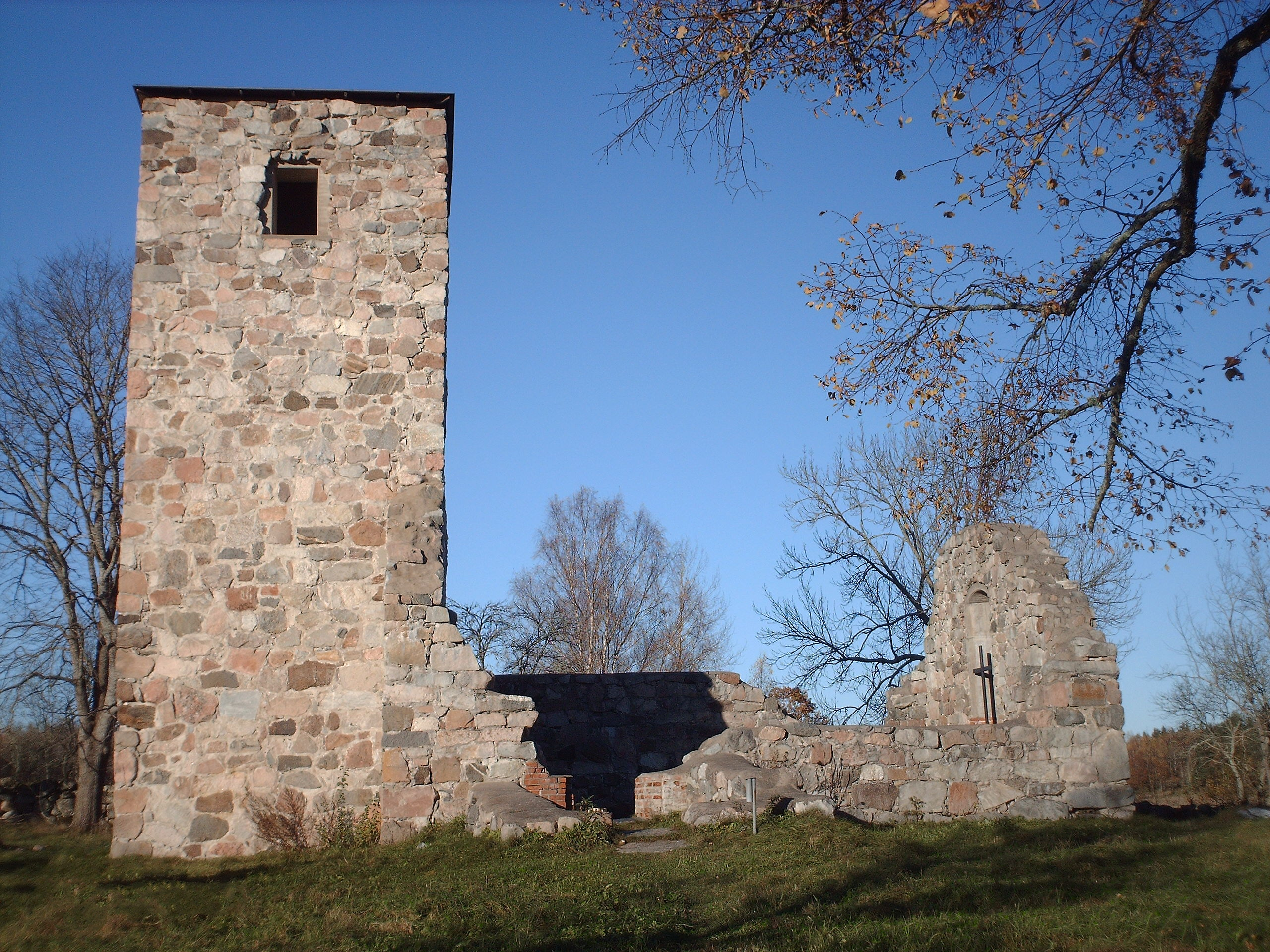
Ruin efter Lilla Rytterne kyrka

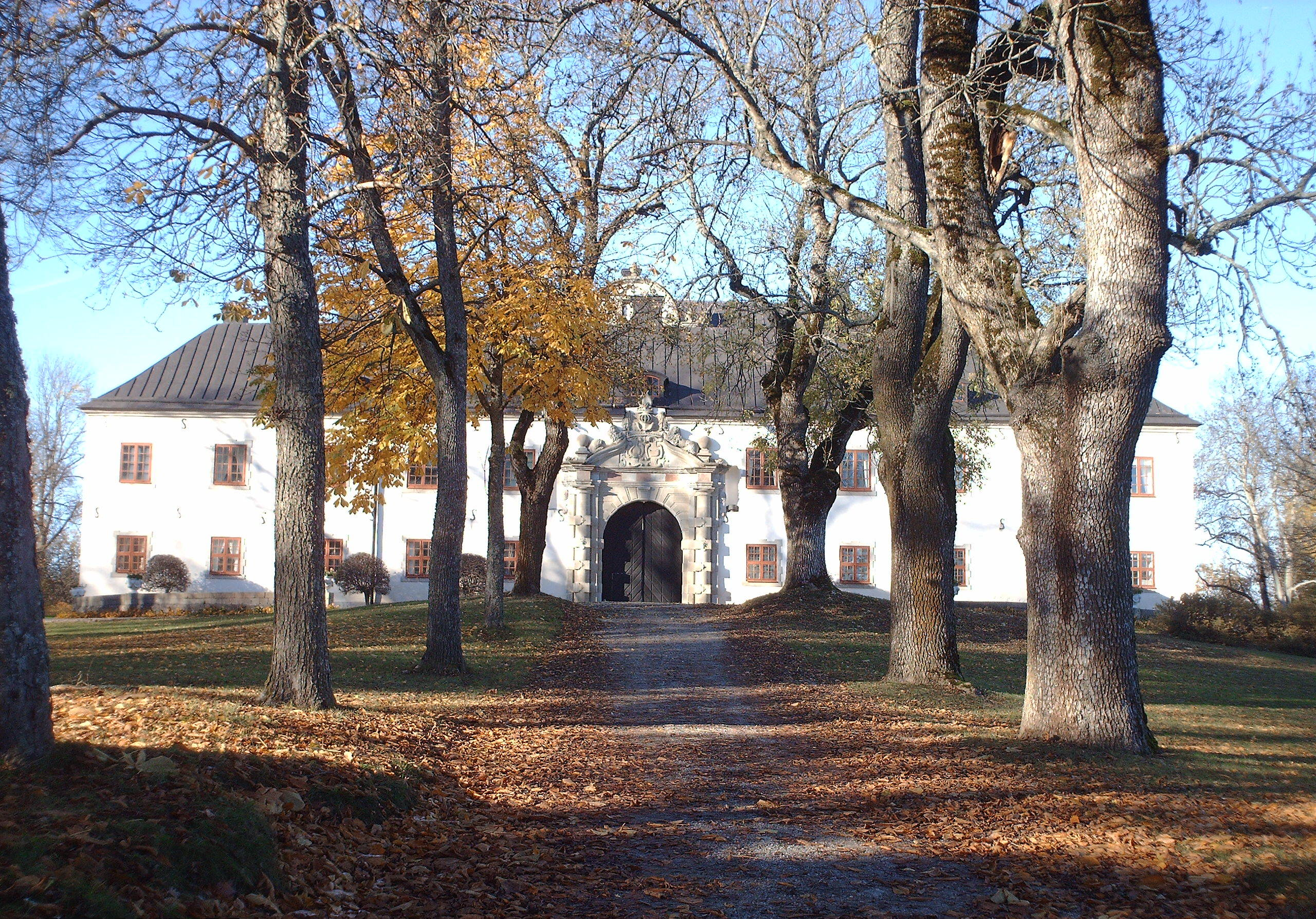
Tidö slott

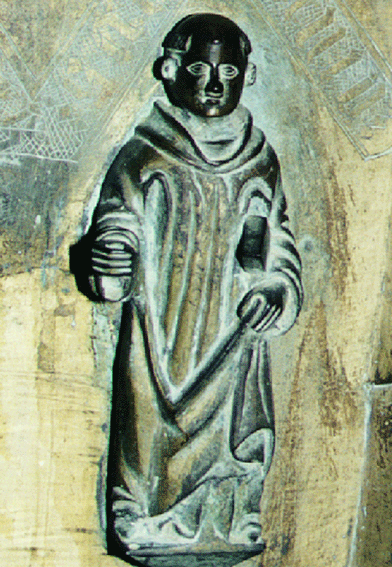
David av Munktorp i Munktorps kyrka.

Snevringe härad var ett härad i den mellersta delen av landskapet Västmanland. Häradet omfattade den sydvästra delen av nuvarande Västerås kommun, hela Hallstahammars och Surahammars kommuner samt den sydostligaste delen av Köpings kommun. Den totala arealen mätte drygt 728 km² och befolkningen uppgick år 1915 till 17 941 invånare. Tingsställe var Kolbäck.

## Geografi
Snevringe härad var beläget vid Mälarens strand kring fjärdarna Galten och Blacken mellan Köping och Västerås och vidare långsträckt till formen följande Kolbäcksåns lopp i nordlig riktning. Förbunden med Mälaren vid Borgåsund skär fjärden Freden in i landet där ån också mynnar. I söder dominerar den uppodlade Mälarslätten medan naturen längre norröver blir mer skogklädd med en bebyggelse som huvudsakligen består av bruks- och industrisamhällen. Åns lopp följs genom hela häradet av Strömsholms kanal som är en av landets längre kanaler. Häradet genomlöps av Strömsholmsåsen, som vid Rytterne bildar en, genom Kvicksund avbruten, brygga över Mälaren till Södermanland. Snevringe härad gränsade i öster mot Tuhundra och Norrbo härader, i norr mot Vagnsbro härad och Gamla Norbergs bergslag, i väster mot Skinnskattebergs bergslag och Åkerbo härad och i söder mot Västerrekarne härad i Södermanlands län.
Häradet hade en köping - Hallstahammars köping belägen cirka 15 km väster om Västerås - som numera också är den största tätorten. Andra större tätorter är Surahammar, Ramnäs, Virsbo, Kolbäck samt den nordliga delen av Kvicksund.

## Socknar
Snevringe härad omfattade åtta socknar och en köping:
I Hallstahammars kommun
- Svedvi
- Berg
- Kolbäck
- Säby

samt
- Hallstahammars köping

I Surahammars kommun
- Ramnäs
- Sura

I Köpings kommun
- Munktorp

I Västerås kommun
- Rytterne

## Historia
Under förkristen tid utgjorde landskapet Västmanland ett eget folkland i Sveariket och i likhet med de övriga Mälarlandskapen delades det tidigt in i så kallade hundare, vilka under 1300-talet kom att betecknas som härader. Området befolkades under utflyttning från det uppländska folklandet Fjädrundaland och fordom torde åtminstone östra Västmanland också ha räknats till detta. Namnet Snevringe kommer av samma ord som snäv och -ingar i betydelsen invånare. Det skall således utläsas som de som bodde vid det snäva, trånga och snabbt rinnande vattnet som i det här fallet är Kolbäcksån, som ursprungligen troligtvis hetat just Snevringeån. Häradets ursprungliga tingsplats var belägen vid Svinskogen på gränsen mellan Munktorps socken och Kolbäcks socken. Med tiden kom den dock att flytta till Kolbäcks gästgivaregård, vars existens kan beläggas från åtminstone 1500-talet. Vid Kolbäck återfinns Herrevadsbro som här löper över Kolbäcksån. Här stod år 1251 ett slag mellan svenska upprorsmän uppbackade av tyska legosoldater å ena sidan och den svenska kungamakten ledda av Birger jarl å andra sidan. Slaget skedde i efterdyningarna av Slaget vid Sparrsätra några år tidigare och gällde, till skillnad från de tidiga striderna om den svenska statsmaktens vara eller inte vara, nu istället tronanspråken i landet. Birger jarl gick segrande ur striden. Förbi bron gick även den medeltida Eriksgatan på sin väg mellan Örebro och Västerås. Kolbäcks kyrka härrör i sitt nuvarande skick från tidpunkten för slaget, och myten säger att kyrkan namngavs efter biskop Kol som uppförde kyrkan som försoning för sitt svek mot folkungarna vid slaget, alternativt av bytet efter slaget. Troligare är kanske att kyrkan namngivits efter ån. Den äldsta kyrkan i häradet är annars Munktorps kyrka som dessutom är belägen i stiftets äldsta socken. Kyrkans äldsta delar är från 1000-talet och uppfördes av Västmanlands apostel den engelske munken Sankt David som också uppförde ett kloster på platsen. Innan Sankt David kommit till Munktorp bodde han en tid på Dåvö i mälarviken Galten där en kungsgård sedan gammalt låg. Gården har under historien bland annat gästats av Birger jarl och Magnus Ladulås. 
Den norra delen av Snevringe härad tillhör tillika den södra delen av Bergslagen och här finns en lång brukshistoria längs med Kolbäcksåns lopp. Den största tätorten Hallstahammars historia inleddes med att en smedja med stångjärnshammare öppnades vid Trångfors år 1628 vilket utökades ytterligare år 1638 då en smidesanläggning uppfördes i Hallsta. Verksamhet på ortens bruk bedrivs fortfarande inom ramarna för företaget Kanthal AB. Strax norr om Hallstahammar ligger Surahammar vars järnbruk – Surahammars Bruk – har anor från 1500-talet. Företaget startade år 1891 företaget Vabis som numera heter Scania och tillverkar lastbilar. Norr om Surahammar ligger Ramnäs där en stångjärnshammare anlades år 1590. På bruket infördes den så kallade lancashiremetoden på 1800-talet och Ramnäs Bruk AB kom under åren att tillverka bland annat diskbänkar och kätting. I den nordligaste delen av häradet ligger Virsbo där bruksverksamheten inleddes under det tidiga 1600-talet. Här har det såväl legat ett styckebruk som ett järnbruk och manufakturer. Under 1700-talet krävde de olika bruken längs Kolbäcksån bättre kommunikationer och arbetet med Strömsholms kanal inleddes. Kanalen förbinder trakterna kring Fagersta i norr med Mälaren och är totalt 107 km lång. Kanalen färdigställdes år 1795 men blev omodern i samband med järnvägens intåg. Kolbäck har historiskt varit en järnvägsknut av stor rang, då Mälarbanan mellan Örebro och Stockholm korsar Bergslagspendeln mellan Ludvika och Oxelösund här.
Vid Asköfjärden i Rytterne sockens östligaste del är slottet Tidö beläget. Godset härrör från 1400-talet, men av den dåvarande borgen återstår idag endast en ruin. Det nuvarande slottet uppfördes av rikskanslern Axel Oxenstierna under mitten av 1600-talet och består av en rektangulär huvudbyggnad med tre sammanhängande flyglar som tillsammans omgärdar en kvadratisk borggård. På slottet finns numera ett värdshus och ett leksaksmuseum. Sydväst om Tidö inte långt från Kvicksund ligger Fiholms säteri. Godset ägdes under 1300-talet av biskoparna i Västerås men drogs vid reformationen in till staten, och utgjorde bland annat Gustav II Adolfs morgongåva till drottning Maria Eleonora. Nuvarande byggnad uppfördes under slutet av 1700-talet och innehåller bland annat en värdefull porträttsamling. Det mest omtalade slottet i häradet är det kungliga Strömsholms slott som är ett av de åtta statligt ägda slotten som står till kungens förfogande. Slottet började sin historia som en befäst borg uppförd av Gustav Vasa, men den nuvarande byggnaden kom att uppföras år 1669 av änkedrottning Hedvig Eleonora. Slottet gavs som morgongåva till drottning Sofia Magdalena och har under åren bland annat tjänat som militär ridskola och internat och än idag är slottsområdet synonymt med svensk ridsport.

## Län, fögderier, domsagor, tingslag och tingsrätter
Häradet hör sedan 1634 till Västmanlands län. Församlingarna i häradet tillhör(de) Västerås stift.
Häradets socknar hörde till följande fögderier:
- 1720-1869 Strömsholms fögderi
- 1870-1990 Västerås fögderi dock bara till 1946 för Munktorps och Ramnäs socknar, Ramnäs socken åter hit från 1963
- 1946-1962 Fagersta fögderi för Ramnäs socken
- 1946-1990 Köpings fögderi för Munktorps socken

Häradets socknar tillhörde följande domsagor, tingslag och tingsrätter:
- 1680-1970 Snevringe tingslag inom domsagorna:
  - 1680-1718 Strömsholms läns domsaga
  - 1719-1795 Siende, Tuhundra, Åkerbo och Snevringe domsaga
  - 1796-1928 Siende, Tuhundra och Snevringe domsaga, från 1850-talet benämnd Västmanlands södra domsaga
  - 1929-1970 Västmanlands västra domsaga

- 1971-2001 Köpings tingsrätt och dess domsaga, dock ej för Rytterne socken
- 1971-2001 Västerås tingsrätt och dess domsaga för Rytterne socken
- 2001- Västmanlands tingsrätt och dess domsaga

### Webbkällor
- Nationella arkivdatabasen för uppgifter om fögderier, domsagor, tingslag och tingsrätter